# Nevus flammeus
Nevus flammeus (lidově zvaný oheň) je malformace cév přítomná již při narození, která s postiženým člověkem roste. Nejeví tendenci k involuci (na rozdíl od většiny hemangiomů). Nejde o benigní nádor.
Naevus flameus je vrozený rozsáhlý plošný hemangiom. Tyto névy obvykle během dětství spontánně regredují a jizví se, takže skvrna bledne a kolem puberty mizí.

## Vyšetření a léčba
Anamnesticky bez tendence k involuci, růst korelující s růstem dítěte, klinicky progresí od ploché ostře ohraničené léze v dětství k hrubší mírně vyvýšené lézi v dospělosti. Jiné vyšetření pouze při podezření na asociované syndromy (viz níže). U rizikových nemocných se provádí periodické vyšetření očního tlaku k vyloučení vývoje glaukomu. Léčba: metoda volby je selektivní fotodermatolýza pulzním laserem. Tento laser se používá pouze od horní části těla po pas. Od pasu dolů se laser dá použít, ale lékaři nedoporučují, protože nádor se může znovu objevit.

## Asociované syndromy
- Sturge-Weber – hemangiom (nevus flammeus) obličeje, ipsilaterálních mening a ipsilaterální mozkové kůry
- Klippel-Trenaunay – angio-osteohypertrofie (varikózní deformace cév a hypertrofie kostí)
- ostatní (Cobb, Wybur-Mason atd.)